# Американцы за процветание
Американцы за процветание (англ. Americans for Prosperity, AFP) — американская политическая группа защиты интересов либертарианско-консервативной направленности. Создана в 2004 году братьями Дэвидом Кохом и Чарльзом Кохом. Одна из самых влиятельных консервативных организаций в США.
Одна из самых масштабных лоббистских групп в США. Политическая позиция AFP занимает крайне правую часть спектра мнений относительно роли государства в рыночной экономике. Эта позиция сводится к тому, что основная задача правительства состоит в защите частной собственности и этим ограничивается. AFP выступало за ограничение прав профсоюзов государственного сектора на ведение коллективных переговоров и за принятие законов о праве на труд, а также выступало против повышения федеральной минимальной заработной платы. Организация сыграла важную роль в достижении республиканского большинства в Палате представителей в 2010 году и в Сенате в 2014 году.

### Комментарии
1. ↑  Владельцы частной компании Koch Industries

### Сноски
1. ↑  Beckel, Michael (14 ноября 2013). Americans For Prosperity Spent Record Cash In 2012. The Huffington Post. Center for Public Integrity. Архивировано 8 декабря 2018. Дата обращения: 23 февраля 2021.
2. 1 2 3  "Form 990: Return of Organization Exempt from Income Tax Архивная копия от 27 февраля 2021 на Wayback Machine". Americans for Prosperity. Guidestar. December 31, 2014.
3. ↑  How the Koch brothers built the most powerful rightwing group you've never heard of. The Guardian (англ.). 26 сентября 2018. ISSN 0261-3077. Архивировано 26 сентября 2018. Дата обращения: 26 сентября 2018.
4. ↑  Americans for Prosperity. FactCheck.org (16 июня 2014). Дата обращения: 3 ноября 2015. Архивировано 25 февраля 2018 года.
5. ↑  Pilkington, Ed (18 сентября 2009). Republicans steal Barack Obama's internet campaigning tricks. The Guardian. Архивировано 18 мая 2015. Дата обращения: 5 апреля 2015.
6. ↑  Vogel, Kenneth P. (9 мая 2014). Koch brothers' Americans for Prosperity plans $125 million spending spree. Politico. Архивировано 27 июня 2015. Дата обращения: 6 мая 2015. The Koch brothers' main political arm intends to spend more than $125 million this year on an aggressive ground, air and data operation benefiting conservatives, according to a memo distributed to major donors and sources familiar with the group. The projected budget for Americans for Prosperity would be unprecedented for a private political group in a midterm, and would likely rival even the spending of the Republican and Democratic parties' congressional campaign arms.
7. ↑  Леонард, 2021, Предисловие.